# Aleksandr Rustemow
Aleksandr Kożanowicz Rustemow, ros. Александр Кожанович Рустемов (ur. 6 lipca 1973 w Murmańsku) – rosyjski szachista, arcymistrz od 1998 roku.

## Kariera szachowa
W turniejach szachowych zaczął uczestniczyć po rozpadzie Związku Radzieckiego, debiutując na światowej liście rankingowej dopiero w wieku 20 lat, ale od razu z wynikiem 2430 punktów (01.07.1993). W 1995 zwyciężył w otwartych mistrzostwach Moskwy, w 1996 zajął II m. (za Michaiłem Kobaliją) w kołowym turnieju w Moskwie, a w 1997 ponownie zwyciężył w mistrzostwach tego miasta, wspólnie z Jurijem Bałaszowem i Maksimem Notkinem, zajął również I m. turnieju otwartym memoriału Akiby Rubinsteina. W 1999 samodzielnie zwyciężył w kołowym turnieju w Świdnicy, natomiast w roku 2000 podzielił II m. (za Siergiejem Wołkowem) w finale indywidualnych mistrzostw Rosji, dzięki czemu zakwalifikował się do rozegranego w New Delhi pucharowego turnieju o mistrzostwo świata, w którym przegrał w I rundzie (po dogrywce) z Pawłem Tregubowem. W 2001 zwyciężył w Lorce oraz podzielił I m. (wspólnie z Michaiłem Gurewiczem, Peterem Heine Nielsenem, Lwem Psachisem i Nickiem de Firmianem) w turnieju Politiken Cup w Kopenhadze, a w 2002 po raz drugi w karierze podzielił II m. (za Aleksandrem Łastinem) mistrzostwach Rosji. W 2003 podzielił I m. (wspólnie z m.in. Wang Yue, Rusłanem Pogorełowem, Siergiejem Tiwiakowem, Olegiem Korniejewem i Bogdanem Laliciem) w Sewilli oraz odniósł życiowy sukces, zwyciężając (wspólnie z Aleksiejem Driejewem, przed m.in. Aleksiejem Szyrowem, Francisco Vallejo Ponsem i Aleksandrem Chalifmanem) w Dos Hermanas, natomiast w 2004 odniósł kolejny sukces, dzieląc I m. w turnieju open w Biel (wspólnie z Christianem Bauerem, Borysem Awruchem, Andriejem Szarijazdanowem i Pawło Eljanowem). W 2005 zwyciężył (wspólnie z Łukaszem Cyborowskim) w Pucharze Wojewody w Legnicy, a w 2008 podzielił I m. w Lorce wspólnie z Siergiejem Fiedorczukiem, Aleksą Strikoviciem i Branko Damljanoviciem).
Najwyższy wynik rankingowy w dotychczasowej karierze osiągnął 1 kwietnia 2001; mając 2625 punktów, zajmował wówczas 61. miejsce na światowej liście FIDE.